# Заакакурье
Заакакурье — деревня в Мезенском районе Архангельской области. Входит в состав Мезенского городского поселения.

## География
Деревня расположена в северной части Архангельской области, на расстоянии примерно 14 км (по прямой) к юго-востоку от города Мезень, административного центра района.

### Часовой пояс
Деревня Заакакурье как и вся Архангельская область, находится в часовой зоне МСК (московское время). Смещение применяемого времени относительно UTC составляет +3:00.

## Население
| 2002 | 2010 | 2012 |
| ---- | ---- | ---- |
| 103  | ↘83  | ↘73  |

### Национальный состав
Согласно результатам переписи 2002 года, в национальной структуре населения русские составляли 99 % из 101 чел.